# Schönsee (Urnshausen)
Der Schönsee ist ein Erdfallsee bei Urnshausen (Gemeinde Dermbach) im Wartburgkreis in Thüringen.

## Lage
Der Schönsee liegt im Südosten des Wartburgkreises am Westhang des Pleß etwa zwei Kilometer nordöstlich von Urnshausen und zehn Kilometer südwestlich der Kreisstadt Bad Salzungen.

## Geschichte
Der durch einen Erdfall entstandene See hat eine Größe von ca. 3,4 ha, die tiefste Stelle des Sees beträgt etwa 25 Meter. Er wird von einer eingefassten Quelle und durch Oberflächenwasser gespeist. Dem Schönsee nachgelagert sind drei Fischteiche, die Anfang des 20. Jahrhunderts entstanden.
In den 1950er und 1960er Jahren war der Schönsee ein beliebter Badesee und Campingplatz. 1974 wurde er in das militärische Sperrgebiet der in der heutigen Werratal-Kaserne stationierten NVA-Truppen einbezogen, die dort eine Bungalowsiedlung errichteten. 1991 kam der See und das umgrenzende Gebiet wieder in kommunale Hand der Gemeinde Urnshausen und wurde touristisch neu erschlossen. Es entstand ein Zelt- und Campingplatz; fischereilich wird der See und die benachbarten Teiche vom Angelverein Urnshausen e.V. genutzt.
2010 wurden ein neues Sanitärgebäude errichtet sowie die Zubringerstraße mit einem Asphaltbelag versehen.
Neben den Kiesseen I und II der Kiesgrube Immelborn ist der Schönsee derzeit (2013) das einzige Gewässer im Wartburgkreis, welches als Badegewässer im Sinne der Badegewässerrichtlinie ausgewiesen ist.